# Ariki Falls
Die Ariki Falls sind Stromschnellen im Lauf des Buller River im Gebiet der Ortschaft Murchison im Tasman District auf der Südinsel Neuseelands. Ihre Fallhöhe beträgt rund 5 Meter.
Ein Zugang vom New Zealand State Highway 6 besteht über die kostenpflichtige Hängebrücke in der Buller Gorge. Von hier aus sind es 30 Gehminuten bis zu einem Aussichtspunkt auf die Stromschnellen.